# Prisonnier politique
Ne doit pas être confondu avec prisonnier d'opinion.
Un prisonnier politique est une personne emprisonnée en raison de ses opinions politiques, de son opposition à un gouvernement ou d'activités considérées comme une menace pour les autorités en place. Il n'est pas emprisonnés pour avoir commis des crimes violents ou de droit commun, mais en raison de son engagement ou de son opposition politique, souvent dans des régimes autoritaires ou non démocratiques.
Amnesty International, considère que « La catégorie des prisonniers politiques comprend aussi bien celle des prisonniers d’opinion - les seuls prisonniers dont AI exige la relaxe immédiate et inconditionnelle - que celle des personnes qui ont recours à une violence criminelle pour des motifs politiques ».

## Définition selon diverses organisations

### Conseil de l'Europe
Le Conseil de l'Europe considère qu'une personne est prisonnier politique si sa situation répond à un de ces critères: 
1. La détention a été imposée en violation de l’une des garanties fondamentales, en particulier la liberté de pensée, de conscience et de religion, la liberté d’expression et d’information et la liberté de réunion et d’association.
2. La détention a été imposée pour des raisons purement politiques sans rapport avec une infraction quelle qu’elle soit.
3. Pour des raisons politiques, la durée de la détention ou ses conditions sont manifestement disproportionnées par rapport à l’infraction dont la personne a été reconnue coupable ou qu’elle est présumée avoir commise.
4. Pour des raisons politiques, la personne est détenue dans des conditions créant une discrimination par rapport à d’autres personnes.
5. La détention est l’aboutissement d’une procédure qui était manifestement entachée d’irrégularités et que cela semble être lié aux motivations politiques des autorités.

### Les organisations non gouvernementales

#### Amnesty International
Pour l'organisation non gouvernementale, un prisonnier politique est une personne emprisonnée pour des motifs politiques, c'est-à-dire pour s'être opposés par des actions (violentes ou non) au pouvoir en place (autoritaire ou moins) de leur pays (internationalement reconnu ou non).

#### Human Rights Watch
L'organisation considère comme prisonnier politique toutes les personnes détenues pour leurs opinions politiques ou pour leur participation à des activités politiques pacifiques.

## Exemples de personnalités parfois présentées comme prisonniers politiques
- Nelson Mandela
- Mahatma Gandhi
- Andreï Sakharov
- Alexandre Soljenitsyne
- Aung San Suu Kyi
- Leonora Christina Ulfeldt
- Nasser Zefzafi
- Bobby Sands, membre du groupe paramilitaire nord-irlandais l'Armée républicaine irlandaise provisoire (l'IRA), condamné pour possession d'une arme à feu ayant servi lors d'une fusillade contre des policiers. Il n'obtiendra jamais le statut de prisonnier politique, et entame deux grèves de la faim, dont une lui sera fatale le 5 mai 1981, à l'âge de 27 ans.
- Leonard Peltier, condamné pour le meurtre de deux agents du FBI. L'organisation Amnesty International le considère comme un prisonnier politique, qui « devrait être libéré immédiatement et sans condition ».
- Alexeï Navalny[6],[7]
- Julien Assange
- Carme Claramunt
- Conrad Miret i Musté
- Tomasa Cuevas
- María Salvo
- Maria Kolesnikova, musicienne et femme politique biélorusse, activiste et actuellement prisonnière politique en Biélorussie [8]